# Conus proximus
Conus proximus ist der Artname einer Schnecke aus der Familie der Kegelschnecken (Gattung Conus), die im westlichen Pazifischen Ozean verbreitet ist und sich von Fischen ernährt.

## Merkmale
Conus proximus trägt ein mäßig kleines bis mittelgroßes Schneckenhaus, das bei ausgewachsenen Schnecken 2,5 bis 4,5 cm Länge erreicht. Der Körperumgang ist kegelförmig bis kegelartig zylindrisch, der Umriss leicht konvex und die Spindel an der siphonalen Fasciole leicht nach links abgebogen. Die Schulter ist gewinkelt bis fast gewinkelt und mit etwa 12 bis 17 Tuberkeln besetzt. Das Gewinde ist mittelhoch, sein Umriss konkav. Der Protoconch hat etwa 2 Umgänge und misst maximal 0,8 bis 0,9 mm. Die Nahtrampen des Teleoconchs sind flach mit keiner auf 3 bis 4 zunehmenden spiraligen Rillen, manchmal mit wenigen zusätzlichen Streifen. Der Körperumgang ist an der Basis oder auch bis zur Schulter mit in weiten bis engen Abständen spiralig verlaufenden, oft körnigen Rippen oder Bändern überzogen.
Die Grundfarbe des Gehäuses ist weiß bis hellbraun. Der Körperumgang ist stark mit einem gelblichen bis orangefarbenen Wolkenmuster gezeichnet. Von der Basis bis zur Schulter erstrecken sich spiralige Reihen brauner oder orangefarbener Punkte und Striche, die zahlreich oder spärlich sein, aber auch gang fehlen können. Die Nahtrampen der ersten Umgänge des Teleoconchs haben radiale Steifen, die dem Farbmuster des Körperumgangs entsprechen, oft als hervorgehobene Punkte zwischen den Tuberkeln. Das Innere der Gehäusemündung ist weiß bis blassblau oder violett.
Das Periostracum ist dünn, durchscheinend und glatt.
Die Oberseite des Fußes ist weiß bis kremfarben, oft vorn und am Rand dunkler, im mittleren und hinteren Abschnitt mit braunen Radialflecken, im Vorderabschnitt mit hellbraunen bis dunkelbraunen Flecken, die sich mittig konzentrieren und manchmal mit einer dunkelbraunen, gepunkteten oder gestrichelten Linie vor dem Rand. Die Fußsohle ist weiß mit einer kremfarbenen Kante. Das Rostrum ist bräunlich-gelb mit braunen Streifen. Die Fühler sind weiß mit brauner Spitze, der Sipho weiß bis kremfarben und braun quergefleckt, distal heller und weniger braun.

## Verbreitung und Lebensraum
Conus proximus ist im westlichen Pazifischen Ozean von den Philippinen bis Vanuatu und Fidschi verbreitet. Er lebt in Meerestiefen von 25 bis 240 m auf grobem Sand an Riffen.

## Ernährung
Conus proximus frisst Fische, die er mit einem Radulazahn harpuniert und durch das hoch wirksame Giftgemisch aus der Giftdrüse paralysiert.